# Jeżów Sudecki (gmina)
Jeżów Sudecki – gmina wiejska w województwie dolnośląskim, w powiecie karkonoskim. W latach 1975–1998 gmina położona była w województwie jeleniogórskim.
Siedziba władz gminy to Jeżów Sudecki.
Według danych z 2019 r. gminę zamieszkiwało 7438 osób. Natomiast według danych z 30 czerwca 2020 roku gminę zamieszkiwało 7477 osób.
Na terenie gminy funkcjonuje lotnisko Jeżów Sudecki oraz kompleks narciarski Ski Arena Łysa Góra.

## Struktura powierzchni
Według danych z roku 2002 gmina Jeżów Sudecki ma obszar 94,38 km², w tym:
- użytki rolne: 62%
- użytki leśne: 28%

Gmina stanowi 15,02% powierzchni powiatu.

## Demografia
Dane z 30 czerwca 2004:
| Opis                              | Ogółem | Ogółem | Kobiety | Kobiety | Mężczyźni | Mężczyźni |
| --------------------------------- | ------ | ------ | ------- | ------- | --------- | --------- |
| jednostka                         | osób   | %      | osób    | %       | osób      | %         |
| populacja                         | 6162   | 100    | 3146    | 51,1    | 3016      | 48,9      |
| gęstość zaludnienia (mieszk./km²) | 65,3   | 65,3   | 33,3    | 33,3    | 32        | 32        |

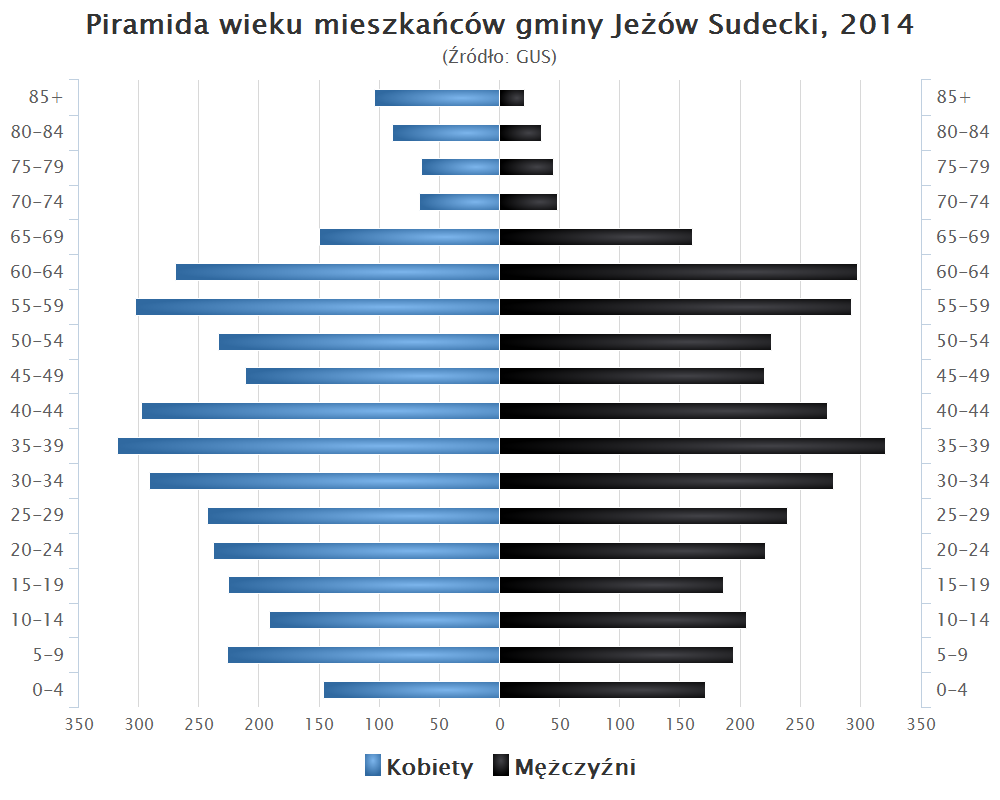
Piramida wieku mieszkańców gminy Jeżów Sudecki w 2014 roku

W 2021 roku liczba mieszkańców wyniosła 7368. W tym 579 uczniów w szkołach publicznych.

## Sołectwa
Chrośnica, Czernica, Dziwiszów, Janówek, Jeżów Sudecki, Płoszczyna, Siedlęcin, Wrzeszczyn.

## Sąsiednie gminy
Janowice Wielkie, Jelenia Góra, Stara Kamienica, Świerzawa, Wleń

## Miasta partnerskie
- Paseky
- Vierkirchen